# Lapithes (Sohn des Aiolos)
Lapithes (altgriechisch Λαπίθης Lapíthēs) ist in der griechischen Mythologie ein Sohn des Aiolos.
Nach Diodor ist er der Vater des Lesbos. Vermutlich ist er identisch mit Lapithes, dem Stammvater der Lapithen.